# 山上兄弟
山上兄弟（やまがみきょうだい）は、兄の山上 佳之介（やまがみ よしのすけ）と弟の山上 暁之進（やまがみ あきのしん）によるイリュージョニスト、コスプレイヤー。父親はイリュージョニストの北見伸。出囃子は「まじかる まじかる てじなーにゃ」。

## プロフィール
兄：山上 佳之介（やまがみ よしのすけ、1994年8月11日 - ） 30歳
2017年3月、日本大学芸術学部演劇学科卒業。
立ち位置：向かって左
イメージカラー：青
好きな物：ゼリー、ヨーグルト、メロン、すもも、梅干、麦茶
愛称：よっちぃ
趣味：乗馬・ピアノ・トランペット・ボウリング・コスプレ
弟：山上 暁之進（やまがみ あきのしん、1995年12月1日 - ） 29歳
2018年3月、東京工芸大学芸術学部映画学科卒業。
2022年10月1日に一般女性と挙式したことを同年10月11日に明らかにした。
立ち位置：向かって右
イメージカラー：赤
好きな物：野球、電車、ルイボス茶、スイカ、メロン、ラーメン
愛称：あっきー
趣味：ピアノ・サックス・ドラム・サッカー・野球・ボウリング・プロレス鑑賞・作曲
ステージ上では、兄の佳之介は「ヨッチー」または「ヨッチ」、弟の暁之進は「アッキー」または「アッキ」、二人そろって「ヨッチとアッキー」（ネット上の一部で「ヨチアキ」）という呼称が一般的。所属プロダクションでは、「テレやのよっち」「おちゃめなあっきー」という愛称をプレスリリースしている。
コスプレは、佳之介が高校時代に文化祭で行ったことをきっかけに、暁之進も一緒に行うようになったという。衣装や小道具を自ら用意し（自作も多々）、漫画やアニメの登場人物をリスペクトした写真をSNSやブログに投稿して反響を得ている。コスプレに関して暁之進は元々全く興味がなかったが、仕事に繋がるなら喜んでやるとはなしている。2014年には自費出版でコスプレ写真集を発売。また、テレビ番組やイベントにも多数出演した。

## 概要
所属プロダクションは、有限会社ショータイムスタジオ・ウイッチステーション（東京都江戸川区）。「イリュージョニスト」と称するが、その営業内容はクロースアップ・マジック、中規模なサロンマジックから子供用に特化した道具を使ういわば特殊イリュージョンを網羅し、さらに子供や初心者を対象としたマジックのレクチャーなど広範に及ぶ。
「てじな～にゃ」という掛け声が有名。このフレーズは、2004年にDVDをリリースする際にプロデューサーと北見伸（山上兄弟の父）によって考案されたものである。この掛け声は大人になった現在でもまれに行われている。

## マジックのスタイル
演出上の特色は、振り付けや手話を交えた演唱やタップダンス、元気な返事とシンメトリーなポーズを組み合わせ、また子猫の形態を模して男の子らしい愛らしさを強調したキメの文句（てじな〜にゃ）、さらに大仕掛けのものとしては子供向けのミュージカルプレイにそれらを織り込んだステージなど、小学生の男の子であるメリットを最大限に生かしたものとなっていた。
ステージのテイストはややコミカルで、そこには子供の手の小ささや技術のつたなさを客に笑って見てもらうという目論みもある一方、子供の観客に対しては媚びを見せず、あくまでも大人向けのステージ設定にしている。このため、その観客層は、性別を問わず幼児から老人までをとりこみ幅広い。
営業にあたって、出演は2人の学校の休みと放課後のみという「学業絶対優先の制約」を自ら設けたため、週末や公立学校の長期休業期間にスケジュールが集中していた。このため、営業地域や公演時間が限定され、結果として話題性のスパンが長く、子供であるにもかかわらず集中したステージを効率的に提供してきたと言える。
ステージで歌っている曲を収めたCD、子ども向けのマジックDVD、ハウツー本や写真集、カレンダーなどが発売されているほか、ガシャポンや食玩をはじめとしたマジック玩具の契約を持っている。
他にも落語芸術協会に加入したことにより寄席や笑点などの演芸番組への出演が多くなったため、漫才のような奇術(マジック漫才)を披露している。

## 来歴
- 2000年、兄の佳之介がイリュージョニストである父・北見伸の演出ステージに出演。6歳でデビュー[4]。
- 2001年に弟の暁之進も参加するようになり、以降、兄弟で出演するようになった。2001年、TX系列のテレビ出演を皮切りに海外局を含む様々なテレビジョンプログラムに出演。国内外のイベントやマジックの大会、出版メディアなど積極的に進出した。
- 2002年10月、「世界最年少イリュージョニスト」としてギネス世界記録（ギネスブック）に認定された。
- 2002年10月、日比谷公会堂にて初のリサイタルを開催。同年12月には日本奇術協会より特別賞を受賞。
- 2003年7月のFISMの第22回オランダ大会でイリュージョン部門4位（10組中。1位なし）。
- 2005年12月31日、第56回NHK紅白歌合戦にて紅組の応援ゲストとして出演、マジックを披露した。
- 2006年3月19日、日本クロースアップマジシャンズ協会主催のJAPAN CUPにて、ジャパンカップとマジシャン・オブ・ザ・イヤーを受賞。
- 2017年4月1日、公益社団法人落語芸術協会に入会する。これにより本格的に寄席への出演が可能となった。
- 2022年9月2日、サウジアラビアで行われたWORLD Cosplay Summitにゲストパフォーマーとして出演
- アメリカにも進出し、ラスベガスなどで演技した。その他、韓国・中国・オランダ・スウェーデンなどでも演技している。

### 受賞
- 2002年10月 - ギネスワールドレコード世界一認定受賞
- 2002年12月 - 日本奇術協会特別賞受賞
- 2003年7月 - 第22回FISM イリュージョン部門4位
- 2006年3月19日 - 日本クロースアップマジシャンズ協会主催の JAPAN CUP 2006 にて、ジャパンカップとマジシャンオブザイヤー受賞
- 2008年2月 - イギリスで開催されたジュニアワールドマジックチャンピオンシップ イリュージョン部門 優勝、ステージ部門 グランプリ[5]
- 2009年3月 - アメリカラスベガスで開催されたワールドマジックセミナーのティーン マジシャン ステージ コンペティション 3位
- 2019年9月 - ハーレクイン40周年記念・日本のMr.ハーレクインコンテスト・グランプリ獲得（山上佳之介）

## 出演

### CM
- 高知県 「高知県国民健康保険団体連合」（2005年）
- デフスターレコーズ 「平川地一丁目 はがれた夜（発売前）」（2005年）
- スカイパーフェクト・コミュニケーションズ スカイパーフェクTV! アンテナ取り付けおまかせ0円キャンペーン「スカパーにャ!」（2005年）
- ロート製薬
  - よろこビックリ誓約会社!「よろこビックリ」（2005年）
  - 健康応援飲料「セノビック」（2007年）
- 日専連札幌 「ニッセンレンジャーとてじな〜にゃ」（2005年）
- 野村不動産・三菱地所 ザ・ステージオ（2005年）
- 日本ユニカ コアマンションルネス箱崎「ルネスマジック」（2006年）
- 北九州市環境局 家庭ごみ新収集制度「かわるーにゃ/わけるーにゃ」（2006年）
- オリエンタルランド 山上兄弟とネポ・パンナのてじな〜にゃで大冒険!「あいことばは、てじな〜にゃ!」（2006年）
- 雪国まいたけ お料理レシピ（2007年）
- ジフ・ドメスト お掃除キャンペーン（2007年）
- アットネットホーム テレビもネットもケーブルで!「てじな〜にゃ」（2009年）

### 映画
- 劇場版TRICK 霊能力者バトルロイヤル（2010年、テレビ朝日・東宝）
- 衿まき女〜闇のアサシン〜（2018年）

### バラエティ番組
- 金曜バラエティー（NHK総合）
生放送の為、学校の休み期間（春休み・夏休み・冬休み）にゲスト出演した。兄弟が正統派マジックを披露するのに対して、共演者（ナポレオンズなど）が種がわかる手品を披露するのも定番だった。
- BSどーもくんワールド→BSななみDEどーも→みんなDEどーもくん!（NHK BSプレミアム）
1〜2年に1回のペースでゲスト出演している。
- おはスタ（2012年4月6日 - 2014年3月31日[注 1]、テレビ東京） ※兄・佳之介のみ、第2部スーパーライブ（毎週金曜日）にレギュラー出演[注 2]。
- 真実解明バラエティー! トリックハンター（2014年7月23日 - 2015年6月10日、日本テレビ） - 「山上兄弟のトリック海外0円の旅!」

### テレビドラマ
- トリック新作スペシャル3（2014年1月12日、テレビ朝日）

### テレビアニメ
- こてんこてんこ（2006年6月29日・9月28日、テレビ東京） - 本人役（声の出演）
- W'z《ウィズ》（2019年1月 - 3月） - 堺正孝 役（山上佳之介） ※6話に弟・暁之進も出演

### Webアニメ
- マウスどうぶつえん（2022年 - 、アリのよしのすけ）

### ゲーム
- アタマでDO! こてんこてんこ（2007年3月29日、ニンテンドーDS） - 本人役（声の出演）

### ラジオ
- 高橋英則のHなラジオ（2019年 - 2023年、ラジ友）※佳之介のみ
- 高橋英則・山上佳之介のH＠Y Planning（2023年 - 、ラジ友）※佳之介のみ

### 単独公演
- 2002年10月 - 「山上兄弟のハッピーマジック」（日比谷公会堂）
- 2002年12月 - 「山上兄弟のハッピークリスマス」（浅草公会堂）
- 2003年3月 - 「山上兄弟のハッピー春休み」（関内ホール）
- 2003年4月 - 「山上兄弟のハッピー春休み」（日比谷公会堂）
- 2003年11月 - 「山上兄弟のドキドキマジックショー」（浅草公会堂） ※文化庁芸術祭参加公演。史上最年少参加公演。
- 2011年3月 - 「マジックライブ」（六本木スプラッシュ）
- 2011年12月 - 「クリスマスマジか?ライブ」（六本木Bee Hive）
- 2012年3月 - 「山上兄弟のイリュージョンナイト vol.2」（六本木Bee Hive）
- 2013年11月 - 「山上兄弟スーパーマジックショー」（江東区総合区民センター）
- 2014年5月 - 「山上兄弟トークライブ」（お台場・カルチャーカルチャー）
- 2016年8月11日 - デビュー15周年記念公演「山上兄弟の日」（浅草公会堂）
- 2016年10月 - 「山上兄弟トークライブ」（お台場・カルチャーカルチャー）
- 2017年8月 - 「山上兄弟の日」（渋谷カルチャーカルチャー）
- 2018年8月11日 - 「山上兄弟の日」（赤坂Graffiti）
- 2018年12月1日 - 「あきのフルコース」第一章〜冬に奏でる幻想曲〜（Eggman Tokyo）
- 2019年8月 - 「山上兄弟の日」ドラマライブ（スタジオK）
- 2019年12月 - 「あきのフルコース」第二章〜自由な宴の即興曲〜（スタジオベイド自由が丘）
- 2020年10月 - 「ピエールと魔法の杖」　カメリアホール ※令和2年度芸術祭参加公演。
- 2021年10月 - 「てじなーにゃん殿」山上兄弟デビュー20周年記念公演（カメリアホール）

### 舞台
- 2004年3月 - マジックミュージカル「魔女伝説」
- 2012年5月 - 「フラボーイ」ミュージカル（ブディストホール）
- 2014年12月 - 舞台「ヤジキタ!」（渋谷・さくらホール）
- 2017年9月 - 朗読劇「光源氏からの手紙(ラブレター)」（草月ホール） ※佳之介のみ
- 2017年11月 - ベニバラ兎団vol22公演「ICE CREAM GOOD BYE」（新宿村LIVE） ※佳之介のみ
- 2018年3月 - ベニバラ兎団vol23公演「ICE CREAM GOOD BYE2」（池袋BIG TREE THEATER）
- 2018年9月 - アース製薬Presents 「MOTHER マザー〜特攻の母 鳥濱トメ物語〜」（東京グローブ座） ※佳之介のみ（大石伍長 役）
- 2018年11月 - アース製薬Present 「MOTHER マザー〜特攻の母 鳥濱トメ物語〜」（東北公演：仙台・福島・会津） ※佳之介のみ（大石伍長 役）
- 2019年4月 - ベニバラ兎団vol25公演「ICE CREAM GOOD BYE-完結編-」（新宿村LIVE） ※佳之介のみ
- 2021年11月 - 「MOTHER マザー〜特攻の母 鳥濱トメ物語〜」　(シアター1010) ※暁之進のみ(堀川圭作 役)
- 2021年11月 -「プレイタの傷」（京都劇場　/ ヒューリックホール東京）※佳之介のみ（虎尊イツキ 役）

### インターネット
- notallミュージックトークライブ『 6U 』（2018年10月24日、wallop）[6]

## 音楽・映像作品

### DVD
- 山上兄弟のホップ!ステップ!マジック!! 〜てじなーにゃの巻〜（2004年7月21日）
- 一度でいいから見てみたい! -密着! キッズタレント&ジュニアアイドル達の舞台裏-（2011年11月16日） - 「人気子どもタレントのその後」

### シングルCD

#### まじかる まじかる てじなーにゃ（2005年6月29日）
山上兄弟の歌手デビューシングル。2005年6月29日によしもとアール・アンド・シーから発売された。

##### 概要
- 世界最年少のイリュージョニスト、山上兄弟の歌手デビューシングル。
- この2人のために漫画家のさくらももこが歌詞を書き下ろしている[7]。
- 初回盤(DVD付)、通常盤の2形態で発売。
- 本人が寄席出演時の時の出ばやしにもなっている。

##### 収録曲

###### 通常盤
1. まじかる まじかる てじなーにゃ
（作詞：さくらももこ、作曲：浅田直、編曲：安井歩）
2. おやまのてっぺんてっぺんぺん
（作詞：もりちよこ、作曲・編曲：上田益）
3. まじかる まじかる てじなーにゃ（オリジナルカラオケ）
4. おやまのてっぺんてっぺんぺん（オリジナルカラオケ）

###### 初回盤
1. まじかる まじかる てじなーにゃ
2. おやまのてっぺんてっぺんぺん
3. まじかる まじかる てじなーにゃ（オリジナルカラオケ）
4. おやまのてっぺんてっぺんぺん（オリジナルカラオケ）

###### 初回付属DVD
1. まじかる まじかる てじなーにゃ

#### あしたのきのう（2007年8月22日）
山上兄弟の2枚目のシングル。2007年8月22日にavex modeから発売された。

##### 概要
- 世界最年少のイリュージョニスト、山上兄弟の歌手としての2枚目のシングル。
- この楽曲はショーの最後に2人が披露しているナンバー[8]。

##### 収録曲
1. あしたのきのう
（作詞：マイクスギヤマ、作曲：田中公平、編曲：村瀬恭久）
2. あしたのきのう（カラオケ）

#### MAGICAL POWER（2012年3月7日）
山上兄弟の3枚目のシングル。2012年3月7日にスペースシャワーネットワークから発売された。

##### 概要
- 世界最年少のイリュージョニスト、山上兄弟の歌手としての3枚目のシングルで、約4年7ヶ月ぶりのリリース。

##### 収録曲
1. MAGICAL POWER
2. 今日からキミも
3. 食パンダッシュ!!
4. 笑顔で行こう

## 書籍
- 山上兄弟のマジック倶楽部（2004年12月）
- 山上兄弟写真集〈てじなーにゃ〉（2006年4月）
- フォトブック〈Tow of the Road〉（2016年10月）
- 王子辞典（2018年10月） ※暁之進のみ